# Törpeíbisz
A törpeíbisz (Bostrychia bocagei) a madarak (Aves) osztályának a gödényalakúak (Pelecaniformes) rendjébe, ezen belül az íbiszfélék (Threskiornithidae) családjába és az íbiszformák (Threskiornithinae) alcsaládjába tartozó faj.

## Rendszertani eltérés
Besorolása vitatott, egyes rendszerezők szerint az olajfényű íbisz (Bostrychia olivacea) alfaja Bostrychia olivacea bocagei néven.

## Előfordulása
Csak São Tomé és Príncipe szigetén honos. Kihalás előtt áll, kb. 50 példány élhet a sziget déli részén.

## Megjelenése
Szárnyfesztávolsága 250 centiméter.